# Scuola linguistica romana
La scuola linguistica romana fiorisce in apertura del ventesimo secolo, a opera dei linguisti italiani dell'università La Sapienza di Roma. 

## Storia
Si tratta di un segmento significativo della linguistica italiana, il cui progenitore fu Luigi Ceci (1859-1927), che nel 1893 ottenne la cattedra di grammatica indo-greco-italica all'università della Sapienza, fino a divenire nel 1910 preside alla facoltà di Lettere.
Ceci dette priorità alla considerazione della natura sociale del linguaggio, allo studio dei significati nella loro storicità, all'attenzione filologica ai testi così come alla sistemicità dei fatti linguistici. 
Ma fu con l'arrivo nel 1926 di Antonino Pagliaro (1898-1973), chiamato da Ceci a insegnare Filologia iranica e Storia comparata delle lingue classiche, che gli interessi spaziarono dalla linguistica indoeuropea alla greco-latina, all'iranistica, alla filologia romanza, alla glottologia, fino alla critica semantica .
Dal 1931 al 1969 Pagliaro insegnò Glottologia alla Sapienza e dal 1951 anche Filosofia del linguaggio, e alla sua cattedra in quegli anni si formarono tutta una serie di allievi come Mario Lucidi (1913-1961), Walter Belardi (1923-2008), Marcello Durante (1923-1992) fino a Tullio De Mauro (1932-2017) , con studi che daranno il loro frutto più maturo nella teoria del linguaggio di quest'ultimo .